# Маркович, Дан Семёнович
Дан Семёнович Марко́вич (род. 9 октября 1940, Таллин) — российский художник и писатель. С 1966 года жил в городе Пущино Московской области, в 2015 году переехал в Болгарию.

## Биография
По специальности биохимик. Учился в Тарту на медицинском факультете, затем в аспирантуре в Ленинграде. Ученик М. В. Волькенштейна. Диссертация по конформационным переходам в ферментах при регуляции их активности (1967). Около 20 лет работал в Институте биофизики АН СССР в Пущино в области биохимии, биофизики, энзимологии, молекулярной биологии. Кандидат биологических наук, автор около 70 статей и одной монографии. В 1986 окончательно оставил науку, став профессиональным художником.
Живописью и графикой занимается с 1975. Ученик московского художника Евгения Измайлова. Имел более двадцати персональных выставок. О своих пристрастиях в живописи отзывается так:

Я не люблю воинствующий авангард, разнообразные «концепты» и «придумки» как в живописи, так и в литературе. В живописи я начинал как примитивист, потому что до 35 лет никогда не рисовал, потом, очень условно говоря, постепенно склонялся в сторону экспрессионизма. Мне близка московская школа живописи, интересны Сезанн, Сутин, Руо, Марке.

С 1984 пишет прозу, главным образом короткие рассказы и повести. С 1991 публиковался в журналах «Сельская молодёжь», «Родомысл», «Нева», «Фома» и др., в сборниках, антологиях «Нестоличная литература», «Очень короткие тексты». Рассказы, повести и роман «Vis vitalis» выходили также отдельными изданиями. О своих пристрастиях в литературе отзывается так:

Я люблю писать небольшие вещи, очень короткие рассказы, прозу, в которой главное — звук и ритмический рисунок, скольжение по ассоциациям. Иногда они на грани «стихотворений в прозе». Грань эту я, однако, не перехожу, и стихов не пишу, меня больше привлекают скрытые ритмы прозы.

Наиболее полно собрание художественных произведений представлено в интернете («Я поздно начал рисовать и писать, и у меня не было времени ждать и просить. Интернет дал мне возможность не унижаться в редакциях» ).
С 1997 редактирует созданные им сетевые альманахи «Перископ» и «Мамзер».

## Награды и премии
- Повесть «Перебежчик» — второе место в конкурсе «Тенета-1998»
- Повесть «АНТ» — первое место в конкурсе Арт-ЛИТО (2000)
- Повесть «Жасмин» — первое место в конкурсе «Тенета-2002»
- Роман «Vis vitalis» — лонг-лист «Русского Букера»-2007.[4]

## Публикации
- Д. Маркович. ЛЧК (Повесть) // Цех фантастов. 1991. М.: Московский рабочий, 1991
- Д. Маркович. Здравствуй, муха! (Рассказы). М.: Технограф, 1991.
- Д. Маркович. Мамзер (Рассказы). Пущино: ОНТИ Пущино, 1994.
- Д. Маркович. Повести. М.:Э.РА, 2004.
- Д. Маркович. Жасмин (Повесть) // Родомысл. 2004. № 9
- Д. Маркович. АНТ (Повесть) // Нева. 2004. № 2 (недоступная ссылка)
- Д. Маркович. Vis vitalis. (Роман). М.—Тель-Авив:Э.РА, 2006.
- Д. Маркович. Листки из альбома (Сборник художественных работ) // Новая литература
- Д. Маркович. Махнуть хвостом. М.Э.РА, 2008
- Д. Маркович. Перебежчик. (Роман). М.:Э.РА, 2009.
- Д. Маркович. Кукисы. М.:Э.РА, Летний сад. 2010.

## Критика
- А. Бабичева. Читая Дана Марковича. Критические заметки // «Наша улица». 2009. № 115 (6) (недоступная ссылка)
- А. Бабичева. Последние. Критическая статья // «Новая литература»
- Елена Зайцева. О «Перебежчике» Дана Марковича // Литературно-философский журнал «Топос»